# Connor Bedard
Connor Bedard (* 17. Juli 2005 in North Vancouver, British Columbia) ist ein kanadischer Eishockeyspieler, der seit Juli 2023 bei den Chicago Blackhawks in der National Hockey League unter Vertrag steht. Er gilt als großes Talent im Welteishockey, wurde daher als First Overall Draft Pick im NHL Entry Draft 2023 von den Blackhawks ausgewählt und gewann in deren Trikot die Calder Memorial Trophy als bester Rookie der Saison 2023/24. Mit den Nachwuchsnationalmannschaften seines Heimatlandes wurde der Center bereits U18- sowie zweimal U20-Weltmeister.

## Karriere
Connor Bedard wurde in North Vancouver geboren und spielte in seiner Jugend unter anderem in der West Vancouver Academy. Im März 2020 erhielt er einen Ausnahmestatus („exceptional player status“), der es ihm ermöglichte, bereits im Alter von 15 Jahren und somit ein Jahr eher als regulär in der Western Hockey League (WHL) aufzulaufen, der ranghöchsten Juniorenliga seiner Heimatprovinz. Vor ihm wurde dieser Status nur sechs anderen Spielern zuerkannt: John Tavares, Aaron Ekblad, Connor McDavid, Sean Day, Joe Veleno und Shane Wright. Daher wählten ihn im wenig später stattfindenden Bantam Draft der WHL die Regina Pats an erster Position aus. Sein Debüt für die Pats verzögerte sich jedoch, da der Start der WHL-Saison 2020/21 aufgrund der COVID-19-Pandemie um mehrere Monate verschoben wurde, sodass der Center zeitweise in Schweden für die Juniorenmannschaften von HV71 auflief. In der letztlich verkürzten Spielzeit verzeichnete er 28 Scorerpunkte in 15 Spielen für die Pats und wurde anschließend mit der Jim Piggott Memorial Trophy als bester Rookie der WHL ausgezeichnet.
Somit stellte die Saison 2021/22 seine erste komplette WHL-Spielzeit dar, in der Bedard mit 100 Punkten in 62 Partien herausragende Leistungen gelangen. Seine 51 Tore, die ligaweit nur von Benjamin King (52) übertroffen wurden, ließen ihn zum jüngsten Spieler der WHL-Historie werden, der die Marke von 50 Treffern erreichte. Zugleich wurde er zum dritten 16-Jährigen, der 100 Punkte erreichte, und der erste im 21. Jahrhundert. Demzufolge berücksichtigte man den Angreifer am Saisonende im WHL East First All-Star Team. Seine Offensivstatistiken steigerte er in der Spielzeit 2022/23 weiter, so führte er die WHL-Scorerliste immer noch an, als er nach etwa einem Monat bei der U20-Weltmeisterschaft wieder nach Regina zurückkehrte. Letztlich beendete er die Saison mit 143 Punkten aus 57 Partien und gewann damit die Bob Clarke Trophy als bester Scorer der WHL sowie auch den CHL Top Scorer Award mit dem höchsten Punktwert seit Patrick Kane (145 Punkte; 2006/07). Darüber hinaus ehrte man ihn mit der Four Broncos Memorial Trophy als MVP der Liga, ebenso wie mit dem analogen CHL Player of the Year sowie dem CHL Top Draft Prospect Award.
Bereits zuvor, jedoch insbesondere nach den Leistungen bei der U20-WM 2023 galt Bedard als unbestrittener First Overall Draft Pick im anstehenden NHL Entry Draft 2023. Einige Beobachter sehen in ihm bereits ein „generational talent“, ihn also als vielversprechendstes Talent seiner Generation, sodass Vergleiche mit Sidney Crosby und Connor McDavid angestellt wurden. Im Draft selbst wählten ihn dann die Chicago Blackhawks erwartungsgemäß an erster Position und statteten ihn im Juli 2023 mit einem Einstiegsvertrag aus.
Im Oktober 2023 debütierte er in der National Hockey League (NHL), ehe man ihn wenig später als NHL-Rookie der Monate November und Dezember auszeichnete. Nach einer weiteren Auszeichnung für März 2024 wurde er zum dritten Spieler nach Teemu Selänne und Connor McDavid, der dreimal als Rookie des Monats geehrt wurde. Seine erste NHL-Saison beendete er letztlich mit 61 Scorerpunkten aus 68 Partien, sodass er die Rookie-Scorerliste der Liga anführte. Demzufolge nominiert man ihn neben Luke Hughes und Brock Faber für die Calder Memorial Trophy als besten Rookie der NHL, die Bedard wenig später auch gewann. Zudem berücksichtigte man ihn im NHL All-Rookie Team.

### International
Auf internationaler Ebene spielte Bedard mit der U18-Junioren-Weltmeisterschaft 2021 sein erstes großes Turnier, bei dem er mit der kanadischen Auswahl prompt die Goldmedaille gewann. Dabei verzeichnete er 14 Scorerpunkte, sodass er nur von Matwei Mitschkow (16) übertroffen wurde; Shane Wright erreichte ebenfalls 14 Punkte. Anschließend vertrat der Angreifer die U20-Nationalmannschaft seines Heimatlandes bei der U20-Junioren-Weltmeisterschaft, die im Dezember 2021 aufgrund von COVID-19-Fällen jedoch vorerst abgebrochen werden musste. Das Turnier wurde im August 2022 wiederholt, nachdem er die U18-Auswahl zuvor noch bei der U18-Junioren-Weltmeisterschaft 2022 als Kapitän zu einem fünften Platz geführt hatte. Bei der Neuauflage im heimischen Edmonton sicherten sich die „Ahornblätter“ ebenfalls die Goldmedaille, woran Bedard mit acht Scorerpunkten maßgeblichen Anteil hatte.
Besondere Aufmerksamkeit wurde dem Center jedoch bei der bereits fünf Monate später stattfindenden U20-Junioren-Weltmeisterschaft 2023 zuteil, die in Halifax und Moncton und somit ebenfalls im eigenen Land ausgetragen wurde. Die kanadische U20-Nationalmannschaft errang abermals den Weltmeistertitel, wobei Bedard das Turnier in Toren (9), Vorlagen (14) und Scorerpunkten (23) anführte und dabei zahlreiche Rekorde im Trikot des kanadischen U20-Teams aufstellte. Mit nun insgesamt 36 Punkten und 17 Toren bei U20-Weltmeisterschaften überbot er Eric Lindros (31) und Jordan Eberle (14), während auch seine 23 Punkte in einem einzelnen Turnier eine neue Bestmarke darstellten, die zuvor von Dale McCourt und Brayden Schenn mit je 18 Punkten gehalten wurde. Im Turnier selbst wählte man ihn infolgedessen zum wertvollsten Spieler, besten Angreifer sowie ins All-Star-Team.
Zu seinem Debüt im A-Nationalteam kam Bedard im Rahmen der Weltmeisterschaft 2024 in Tschechien, als er mit dem Team den vierten Platz belegte. In zehn Turniereinsätzen erzielte der Stürmer dabei insgesamt acht Scorerpunkte, darunter fünf Tore.

## Erfolge und Auszeichnungen
| - 2021 Jim Piggott Memorial Trophy - 2022 WHL East First All-Star Team - 2023 Four Broncos Memorial Trophy - 2023 Bob Clarke Trophy - 2023 WHL East First All-Star Team - 2023 CHL Top Scorer Award - 2023 CHL Player of the Year | - 2023 CHL Top Draft Prospect Award - 2023 NHL-Rookie des Monats November - 2023 NHL-Rookie des Monats Dezember - 2024 Teilnahme am NHL All-Star Game (verletzungsbedingte Absage) - 2024 NHL-Rookie des Monats März - 2024 Calder Memorial Trophy - 2024 NHL All-Rookie Team |

### International
| - 2021 Goldmedaille bei der U18-Junioren-Weltmeisterschaft - 2021 All-Star-Team der U18-Junioren-Weltmeisterschaft - 2022 Goldmedaille bei der U20-Junioren-Weltmeisterschaft - 2023 Goldmedaille bei der U20-Junioren-Weltmeisterschaft - 2023 Topscorer der U20-Junioren-Weltmeisterschaft - 2023 Bester Torschütze der U20-Junioren-Weltmeisterschaft | - 2023 Bester Vorlagengeber der U20-Junioren-Weltmeisterschaft - 2023 Wertvollster Spieler der U20-Junioren-Weltmeisterschaft - 2023 Bester Stürmer der U20-Junioren-Weltmeisterschaft - 2023 All-Star-Team der U20-Junioren-Weltmeisterschaft - 2023 IIHF Male Player of the Year |

## Karrierestatistik
Stand: Ende der Saison 2024/25

### International
Vertrat Kanada bei:
| - U18-Junioren-Weltmeisterschaft 2021 - abgebr. U20-Junioren-Weltmeisterschaft 2022 - U18-Junioren-Weltmeisterschaft 2022 | - U20-Junioren-Weltmeisterschaft 2022 - U20-Junioren-Weltmeisterschaft 2023 - Weltmeisterschaft 2024 |

(Legende zur Spielerstatistik: Sp oder GP = absolvierte Spiele; T oder G = erzielte Tore; V oder A = erzielte Assists; Pkt oder Pts = erzielte Scorerpunkte; SM oder PIM = erhaltene Strafminuten; +/− = Plus/Minus-Bilanz; PP = erzielte Überzahltore; SH = erzielte Unterzahltore; GW = erzielte Siegtore; 1 Play-downs/Relegation; Kursiv: Statistik nicht vollständig)